# Tapuio (Araci)
Tapuio  é um distrito integrante do município brasileiro de Araci, estado da Bahia. Localiza-se a aproximadamente 29 km da sede do município e a cerca de 247 km da capital Salvador (segundo o Google Maps). Conta com uma população de aproximadamente 3 000 habitantes.

## Educação
O povoado conta com duas escolas municipais sendo elas: João Pereira de Pinho (Ensino Fundamental 2) e Prisco Viana ( Ensino Fundamental 1). Além de possuir um Anexo do Colégio Estadual Imaculada Conceição, localizado na sede da escola Prisco Viana.

## Religiosidade
O distrito dispõe de capela da Igreja Católica, cuja igreja, seguindo seu costume de fé, adotou como padroeiro local um de seus ditos santos, o São José. E dispõe também de templo da Igreja Adventista do Sétimo Dia. No dia 28 de junho é comemorada a tradicional festa de São Pedro, comemorada com uma festa na praça central do Distrito.

## Geografia

### Clima
O distrito tal como sua sede está inserido numa região semiárida.

### Bioma
A vegetação nativa predominante é a de caatinga.